# Senna georgica
Senna georgica är en ärtväxtart som beskrevs av Howard Samuel Irwin och Rupert Charles Barneby. Senna georgica ingår i släktet sennor, och familjen ärtväxter.

## Underarter
Arten delas in i följande underarter:
- S. g. bangii
- S. g. georgica